# Нено Цървуланов
Нèно Стàнев Цървулàнов е български лекар, деец на революционното работническо движение в България.

## Биография
Нено Станев Цървуланов е роден през 1877 г. в село Добромирка, тогава в Османската империя.
Член е на Българската работническа социалдемократическа партия (тесни социалисти) от 1908 г. За разпространение на марксическа литература е изключен от Априловската гимназия в Габрово. Записва медицина в Цюрих, където е във връзка с революционната руска емиграция. През 1907 г. защитава докторска дисертация в град Вюрцбург (Германия).
Партиен агитатор е по време на Балканската и Първата световна война. След края на Първата световна война (1914 – 1918 г.) завежда психоневрологичното отделение в Александровската болница в София. Уволнен е от болницата през 1920 г. заради комунистическите му убеждения. Член-основател и секретар е на Комунистическия съюз на медико-санитарните работници (ноември през 1919 г.), секретар и редактор е (1920 – 1923 г.) на вестник „Медико-санитарен работник". Под негово ръководство към съюза се основава студентска секция. Участва в подготовката на Септемврийското въстание 1923 г.. Арестуван е през септември 1923 г. През 1923 г. лекарският му кабинет в жилището му е ползван и като удобно прикритие за нелегални партийни срещи.
Убит е в София по време на Априлските събития от 1925 г.